# Ju Jun

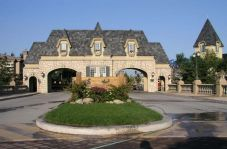
Westlich gelegener
Eingang zu Jú jùn

Ju Jun (chinesisch 橘 郡, Pinyin Jú jùn, deutsch in etwa Orangenlandkreis) bezieht sich auf ein 60-Millionen-USD Wohnungsbauprogramm über 143 gehobene Reihenhäuser amerikanischen Stils im Pekinger Ballungsraum, knapp 30 km direkt nördlich vom Stadtzentrum.
Der chinesische Entwickler Zhang Bo baute die Siedlung, um die Olympischen Sommerspiele 2008 in Peking zu antizipieren. Entworfen wurde sie vom Architekten Aram Bassenian aus Newport Beach im kalifornischen Orange County. Er sieht Orange County als ein Beispiel für die Entwicklung von Wohlstand.
Alle 143 ausschließlich mit amerikanischen Produkten ausgestatteten und dekorierten Einheiten wurden innerhalb eines Monats verkauft, nachdem Pekinger Medien von einem Phänomen namens „Der orange Ansturm“ sprachen.